# Adam Bartecki
Adam Bartecki (ur. 17 marca 1920 w Stanisławowie, zm. 30 sierpnia 2010 we Wrocławiu) – polski chemik specjalizujący się w chemii nieorganicznej i koordynacyjnej oraz spektroskopii.
Studia chemiczne rozpoczął w 1940 roku na Politechnice Lwowskiej, kontynuował, ale zostały one przerwane przez działania wojenne. Ukończył studia w 1950 roku na Wydziale Matematyki, Fizyki i Chemii Uniwersytetu i Politechniki we Wrocławiu. W 1960 roku uzyskał na Politechnice Wrocławskiej stopień doktora, a w 1965 doktora habilitowanego. Tytuł profesora nauk chemicznych otrzymał w 1973 roku.
Na Politechnice Wrocławskiej kierował Zakładem Chemii Pierwiastków Rzadkich. W latach 1982–1987 pełnił funkcję dyrektora Instytutu Chemii Nieorganicznej. W roku 1990 przeszedł na emeryturę.
Pochowany na Cmentarzu św. Wawrzyńca we Wrocławiu.

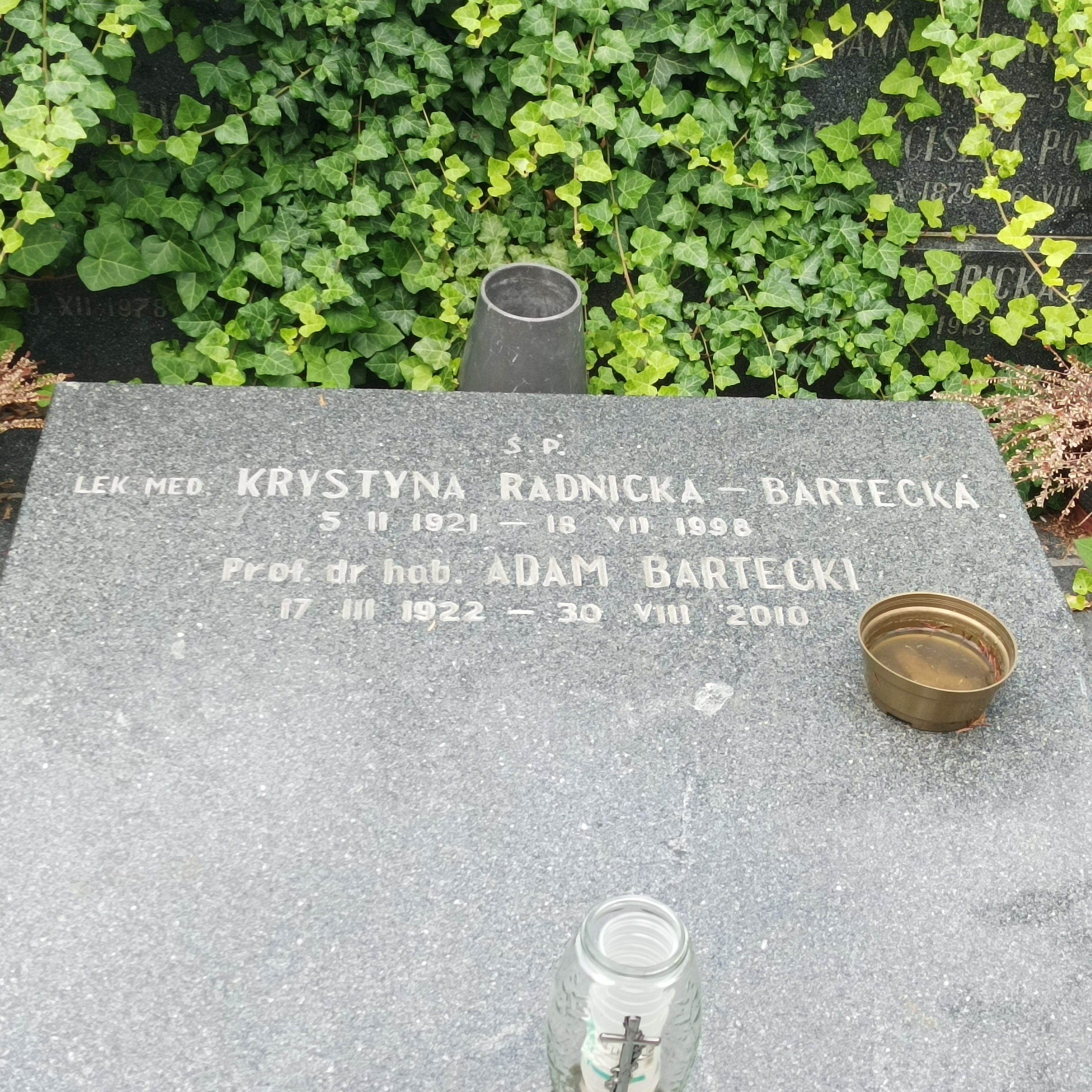
inskrypcja na grobie prof. Adama Barteckiego na cmentarzu św. Wawrzyńca

## Wybrane publikacje książkowe
- Spektroskopia elektronowa związków nieorganicznych i kompleksowych (1971)
- Wybrane zagadnienia metalurgii chemicznej (1972, wspólnie z Franciszkiem Łętowskim)
- Procesy chlorowania w metalurgii ekstrakcyjnej (1972, wspólnie z Wiesławem Apostolukiem)
- Struktura oksyzwiązków molibdenu (VI) (1975, wspólnie z Danutą Dembicką)
- Zastosowanie komputerowej analizy widm w spektroskopii elektronowej związków kompleksowych (1980, wspólnie z Aleksandrem Sztejnbergiem)
- Chemia pierwiastków przejściowych (1987, ISBN 83-204-0936-5)
- Barwa związków metali (1993, ISBN 83-7085-061-8)

## Odznaczenia
- Krzyż Kawalerski Orderu Odrodzenia Polski
- Złoty Krzyż Zasługi
- Złota Odznaka Politechniki Wrocławskiej